# Carinavalva glauca
Carinavalva es un género botánico monotípico de plantas fanerógamas, pertenecientes a la familia Brassicaceae. Su única especie: Carinavalva glauca, es originaria de Australia.

## Taxonomía
Carinavalva glauca fue descrita por Ernest Horace Ising y publicado en Transactions and Proceedings of the Royal Society of South Australia 78: 115. 1955.